# CHST9
Ugljeno hidratna sulfotransferaza 9 (eng. Carbohydrate sulfotransferase 9) je enzim koji je kod ljudi kodiran istoimenim genom CHST9, nalazi se na dugom kraku hromozoma 18. Dužina polipeptidnog lanca je 443 aminokiselina, a molekulska težina 52 055..

## Literatura
- Hiraoka N., Misra A., Belot F., Hindsgaul O., Fukuda M. (2001). „Molecular cloning and expression of two distinct human N-acetylgalactosamine 4-O-sulfotransferases that transfer sulfate to GalNAc beta 1->4GlcNAc beta 1->R in both N- and O-glycans.”. Glycobiology. 11: 495 — 504. PMID 11445554. doi:10.1093/glycob/11.6.495.
- Kang H.-G., Evers M.R., Xia G., Baenziger J.U., Schachner M. (2001). „Molecular cloning and expression of an N-acetylgalactosamine-4-O-sulfotransferase that transfers sulfate to terminal and non-terminal beta 1,4-linked N-acetylgalactosamine.”. J. Biol. Chem. 276: 10861 — 10869. PMID 11139592. doi:10.1074/jbc.M011560200.
- „The status, quality, and expansion of the NIH full-length cDNA project: the Mammalian Gene Collection (MGC).”. Genome Res. 14: 2121 — 2127. 2004. PMID 15489334. doi:10.1101/gr.2596504.